# Fatos Bećiraj
Fatos Bećiraj (montenegrinisch-kyrillisch Фатос Бећирај, albanisch Fatos Besim Beqiraj; * 5. Mai 1988 in Peć, SFR Jugoslawien) ist ein in Kosovo geborener montenegrinischer ehemaliger Fußballspieler. Seit dem 8. Juni 2019 ist er montenegrinischer Rekordnationalspieler.

## Karriere

### Verein
Bećiraj begann seine Karriere beim KF Shqiponja, bevor er im Juli 2007 im Alter von 17 Jahren zum Stadtrivalen KF Besa wechselte. Seine guten Leistungen zur Saisonhälfte in der ersten kosovarischen Liga 2007/08 lockte die Vereine aus der Region an, und im Frühjahr 2008 wechselte er zum montenegrinischen Klub FK Budućnost Podgorica. Dort wurde er sofort Stammspieler und machte neun Tore in 15 Begegnungen in der zweiten Saisonhälfte. Er wurde mit der Mannschaft montenegrinischer Fußballmeister und erreichte das Finale des Montenegro-Pokals, das allerdings mit 5:6 nach Elfmeterschießen verloren ging. In den folgenden zwei Jahren erzielte Bećiraj 28 Liga-Tore in 62 Spielen für den Klub aus Podgorica und wurde Torschützenkönig in der Saison 2008/09 mit 18 Toren.
Am 30. August 2010 wechselte er zum kroatischen Meister Dinamo Zagreb. 2014 stand er für den chinesischen Erstligisten Changchun Yatai auf dem Feld, kehrte aber in der Winterpause 2014/15 zurück nach Europa. Nach einem Jahr bei FK Dinamo Minsk spielt er nun beim russischen Verein FK Dynamo Moskau. Im Januar 2018 wechselte er ablösefrei zum belgischen Erstligisten KV Mechelen.

### Nationalmannschaft
Bećiraj wurde erstmals 2009 vom damaligen montenegrinischen U-21-Coach Dušan Vlaisavljević nominiert und gewann sein erstes Spiel am 7. Juni 2009 bei der Qualifikation zur U-21-Europameisterschaft 2011 gegen Kasachstan. Er machte fünf Länderspiele für die U-21, bevor er in der A-Nationalmannschaft für das Qualifikationsspiel gegen Italien nominiert wurde. Er wurde in der 70. Minute für Radomir Đalović eingewechselt.

## Erfolge

### Titel
- Montenegrinischer Meister: 2008
- Kroatischer Meister: 2011, 2012, 2013
- Kroatischer Pokalsieger: 2011, 2012

### Auszeichnungen
- Torschützenkönig der Prva Crnogorska Liga: 2009
- HNL-Torschützenkönig: 2012